# Wolf Theiss
Wolf Theiss – австрійська юридична фірма з представництвами в Центральній, Східній, та Південно-Східній Європі. Відома тим, що захищає інтереси російського кримінального авторитета Тамаза Сомхішвілі, на підприємствах якого ремонтуються російські винищувачі СУ, що беруть участь у війні РФ проти України. 
На початок 2023 року в офіси компанії відкрито у 13 країнах: Албанії, Австрії, Боснії та Герцеговини, Болгарії, Хорватії, Чехії, Угорщини, Румунії, Сербії, Словаччині, Словенії та Україні. Загалом в компанії працює 360 юристів.

## Історія
Компанія Wolf Theiss заснована в 1957 році у Відні. З 1995 року компанія відкриває свої представництва в Празі (1998), Белграді (2002), Братиславі (2002), Любляні (2003), Загребі (2003), Тирані (2004), Сараєво (2005), Бухаресті (2005), Будапешті (2007) та Софії (2008).
У 2009 році фірма Wolf Theiss відкрила офіс в Києві.
Wolf Theiss має численні нагороди «юридична фірма року» з 2007 по 2022 роки у Болгарії, Австрії, Чехії, Румунії та інших країн.
У 2022 році Wolf Theiss виступив юридичним радником RBI Group щодо дев'яти угод на ринках боргового капіталу в Австрії, Румунії та Угорщині, із загальним обсягом емісії понад 2,5 млрд євро.
Клієнтами компанії є German ZBI Group, Tofane Global, Dacia Plant, Dr.Max Group та інші.